# 太古洋行青岛分行
36°04′33″N 120°18′52″E / 36.07583°N 120.31444°E
太古洋行青岛分行为英商太古洋行驻青岛分支机构，其办公楼旧址位于中国山东省青岛市市北区馆陶路2号，建于1936年，设计师为俄国建筑师尤力甫，因英商麦加利银行曾在此办公又称“麦加利银行青岛分行旧址”，现为市北区不可移动文物。

## 历史
英商太古洋行（Butterfield & Swire Co.）在青岛设立分支机构的时间大约为1910年代上半叶，早期办公地址位于今陵县路北端及陵县支路一带，经营航运代理与保险业务。1914年日英联军占领青岛后，太古洋行得到了位于今馆陶路莱州路街角、原属于德商德远洋行（R. Kappler & Sohn）的一块三角形地块，并于1921年在该地块北侧建设了一栋大型仓库（现门牌号为馆陶路2号乙、莱州路3号）。1936年，太古洋行青岛分行的办公楼在该地块南侧街角处建成，设计师为俄国建筑师尤力甫（俄语：Владимир Юрьев），振华营造厂承建。
设立于1925年10月的英资麦加利银行青岛分行曾在此办公，因此许多文献称该建筑为“麦加利银行旧址”。该行资本金300万英镑，除办理外汇业务外，还经营一般存放款业务。也有资料称法资万国储蓄会山东总分会曾设于馆陶路2号。
1941年太平洋战争爆发后，麦加利银行青岛分行被朝鲜银行接管，该建筑被日军没收，被日本宪兵队占用，其仓库改为牢房。抗战结束后，太古洋行、麦加利银行恢复营业。1949年2月，麦加利银行青岛分行停业。太古洋行保险部则成为唯一维持到青岛解放前夕的外资保险公司。1949年6月青岛解放后，太古洋行保险部获准继续营业，1952年因经营不利歇业。
此后，该建筑曾长期为青岛市百货站文化用品公司所使用，2000年代以后先后为某西餐馆、某私立医院所使用。原太古洋行仓库现为酒店。2006年5月20日，太古洋行青岛分行旧址列入第二批青岛市历史优秀建筑名单。2013年1月10日，该建筑列入市北区第三次全国文物普查新发现的不可移动文物名录。

## 建筑特色
太古洋行青岛分行旧址位于馆陶路与莱州路交汇处、南临堂邑路的“Y”字形街角，平面依道路走向大致为梯形，地上2层，地下1层，建筑面积1609平方米。外立面部分采用古典主义风格，半地下室部分为基座，四个墙角设置宽大的壁柱，外墙以粗面花岗岩贴面。南立面中轴对称，开5列等距的长窗，一层中央设入口，面向馆陶路的东立面北侧另设一入口，两侧立面开6列长窗。屋顶为蒙莎屋顶，开矩形老虎窗。楼内一层和二层各设一个独立商铺，各设一处营业厅，并以长柜台分隔顾客区和办公区，另设独立办公室及附属房间。建筑整体体量方正，立面严谨，材质粗野而整体具有稳重敦实的气质，是通向馆陶路商业区的标志性建筑。
原太古洋行办公楼如今外立面保存尚完整，原仓库内外结构面貌变化较大。

## 图集
- 馆陶路、莱州路、堂邑路路口的太古洋行仓库，1920年代
- 太古洋行大楼，1930年代
- 侧后方
- 太古洋行仓库旧址东侧，2015年
- 太古洋行仓库旧址西侧，2016年